# Bílovice
Bílovice – gmina w Czechach, w powiecie Uherské Hradiště, w kraju zlińskim. Według danych z dnia 1 stycznia 2012 liczyła 1806 mieszkańców.
Dzieli się na dwie części:
- Bílovice
- Včelary